# Pitcairnia karwinskyana
Pitcairnia karwinskyana är en gräsväxtart som beskrevs av Schult. och Julius Hermann Schultes. Pitcairnia karwinskyana ingår i släktet Pitcairnia och familjen Bromeliaceae. Inga underarter finns listade i Catalogue of Life.